# Te Manga
Te Manga est une montagne des îles Cook, le point culminant du pays. Elle se situe à une altitude de 653 mètres sur l'île Rarotonga à la jonction des districts de Ngatangiia, Matavera et Avarua.